# Armazi
Armazi (gru. არმაზი) je arheološki lokalitet u Gruziji, 2 km sjeverozapadno od Mtskhete i 22 km sjeverno od Tbilisija. Predstavljao je dio povijesne Velike Mtskhete, odnosno mjesto gdje je postojao istoimeni grad i prijestolnica ranog gruzijskog kraljevstva poznatog kao Kartlija ili Iberija. Vrhunac razvoja je imao u prvim stoljećima nove ere, a uništen je prilikom arapske najezde 730-ih.

## Vanjske poveznice
- (engl.) The Bilingual Inscription from Armazi (1st century AD) (Greek and Aramaic texts with German translation) The Armazi Project. Open Society – Georgia Foundation.